# Fußbergmoos
Das Fußbergmoos, auch Überackermoos genannt, ist ein Niedermoor und ein Landschaftsschutzgebiet im Landkreis Fürstenfeldbruck in Bayern. Gemeinsam mit dem östlich angrenzenden „Palsweiser Moos“ im Landkreis Dachau ist es der Rest des früheren „Maisacher Mooses“, das noch bis Ende des 19. Jahrhunderts den Talraum der Maisach von Maisach bis Bergkirchen dominierte. Es ist ein Teil der einst ausgeprächten Moorlandschaften in der Münchner Schotterebene. Vom Dachauer Moos. ist es  durch die „Feldgedinger Schotterzunge“ und die Amper getrennt.

## Lage
Das Niedermoorgebiet liegt in den Landkreisen Fürstenfeldbruck zwischen Maisach und Bergkirchen. Mit einer Fläche von 551 Hektar ist es der zweitgrößte Moorkomplex im Landkreis Fürstenfeldbruck. Es ist durch den Fluss Maisach mit weiteren Mooren verbunden.

## Geschichte
Das Fußbergmoos entstand in der Zeit des Rückzuges der Gletscher nach der letzten Kaltzeit und des damit einhergehenden Anschwellens der Gebirgsbäche. Nördlich der Münchener Schotterebene stauten Hügel das Wasser, das dann als Grundwasser austreten und sich sammeln konnte. So entstanden viele der bayrischen Moore nördlich von München, darunter auch das Fußbergmoos; es ist somit ein Quell- und Staumoor.
Bis in die 1950er Jahre wurde im Fußbergmoos Torf gestochen. Nach der Einstellung des Torfabbaus verbuschten die Flächen und bewaldeten sich immer stärker. Um die Reste der Moorlandschaft zu sichern, wurden 462 Hektar in den 1970er Jahren als Landschaftsschutzgebiet ausgewiesen. Seit 1984 betreut der Landesbund für Vogelschutz (LBV) das Gebiet. Innerhalb einer Beweidungszone werden Heckrinder zur Landschaftspflege eingesetzt.

## Bedeutung
Da in den letzten 200 Jahren in Bayern schätzungsweise 90 % der Niedermoorflächen zerstört wurden, ist das Fußbergmoos ein Refugium für seltene Tier- und Pflanzenarten und besitzt aufgrund der Seltenheit des Moortyps auch moorökologisch einen überregional hohen Wert.